# Junior Eurovision Song Contest 2008
Junior Eurovision Song Contest 2008 blev afholdt i Cypern.

## Deltagere
|    | Country      | Sprog         | Artist                                        | Sang                       | Plads | Point |
| -- | ------------ | ------------- | --------------------------------------------- | -------------------------- | ----- | ----- |
| 01 | Rumænien     | Rumænsk       | Mădălina & Andrada                            | "Salvaţi planeta"          | 9     | 58    |
| 02 | Armenien     | Armensk       | Monika Manucharova                            | "Im ergi hnchyune"         | 8     | 59    |
| 03 | Hviderusland | Russisk       | Daria Nadina, Alina Molosh & Karina Zhukovich | "Sertse Belarusi"          | 6     | 86    |
| 04 | Rusland      | Russisk       | Mihail Puntov                                 | "Spit angel"               | 7     | 73    |
| 05 | Grækenland   | Græsk         | Niki Yiannouchu                               | "A Night"                  | 14    | 19    |
| 06 | Georgien     | Kunstsprog    | Bzikebi                                       | "Bzz..."                   | 1     | 154   |
| 07 | Belgien      | Hollandsk     | Oliver                                        | "Shut Up"                  | 11    | 45    |
| 08 | Bulgarien    | Bulgarsk      | Krestiana Kresteva                            | "Edna Mechta"              | 15    | 15    |
| 09 | Serbien      | Serbokroatisk | Maja Mazić                                    | "Uvek kad u nebo pobledam" | 12    | 37    |
| 10 | Malta        | Engelsk       | Daniel Testa                                  | "Junior Swing"             | 4     | 100   |
| 11 | Holland      | Hollandsk     | Marissa                                       | "1 Dag"                    | 13    | 27    |
| 12 | Ukraine      | Ukrainsk      | Victoria Petryk                               | "Matrosy"                  | 2     | 135   |
| 13 | Litauen      | Litauisk      | Eglė Jurgaitytė                               | "Laiminga diena"           | 3     | 103   |
| 14 | Makedonien   | Makedonsk     | Bobi Andonov                                  | "Prati Mi SMS"             | 5     | 93    |
| 15 | Cypern       | Græsk         | Elena Mannouri & Charis Savva                 | "Yioupi Yia"               | 10    | 46    |

## Lande som ikke deltog
- Sverige
- Portugal

## Andre
- Aserbajdsjan[1]
- Bosnien og Hercegovina – Endnu engang havde besluttet BHRT at de ville deltage men valgte siden at sige nej.[2][3]